# Starosiele (rejon piński)
Starosiele (biał. Стараселле; ros. Староселье) – wieś na Białorusi, w obwodzie brzeskim, w rejonie pińskim, w sielsowiecie Soszno.
W pobliżu znajdują się przystanki kolejowe Wyłazy i Aziornaja, położone na linii Homel – Łuniniec – Żabinka.

## Historia
Dawniej wieś i folwark. W dwudziestoleciu międzywojennym leżały w Polsce, w województwie poleskim, w powiecie pińskim, w gminie Pohost Zahorodzki. Po II wojnie światowej w granicach Związku Sowieckiego. Od 1991 w niepodległej Białorusi.